# Cohors I Vindelicorum
Die Cohors I Vindelicorum [civium Romanorum] [pia fidelis] [milliaria] [equitata] (deutsch 1. Kohorte der Vindeliker [der römischen Bürger] [loyal und treu] [1000 Mann] [teilberitten]) war eine römische Auxiliareinheit. Sie ist durch Militärdiplome und Inschriften belegt.

## Namensbestandteile
- Vindelicorum: der Vindeliker. Die Soldaten der Kohorte wurden bei Aufstellung der Einheit aus den keltischen Stämmen der Vindeliker auf dem Gebiet der römischen Provinz Raetia rekrutiert.

- civium Romanorum: der römischen Bürger. Den Soldaten der Einheit war das römische Bürgerrecht zu einem bestimmten Zeitpunkt verliehen worden. Für Soldaten, die nach diesem Zeitpunkt in die Einheit aufgenommen wurden, galt dies aber nicht. Sie erhielten das römische Bürgerrecht erst mit ihrem ehrenvollen Abschied (Honesta missio) nach 25 Dienstjahren. Der Zusatz kommt in einigen Militärdiplomen vor.

- pia fidelis: loyal und treu. Domitian (81–96) verlieh den ihm treu gebliebenen römischen Streitkräften in Germania inferior nach der Niederschlagung des Aufstands von Lucius Antonius Saturninus die Ehrenbezeichnung pia fidelis Domitiana.[1] Der Zusatz kommt in einigen Militärdiplomen vor.

- milliaria: 1000 Mann. Je nachdem, ob es sich um eine Infanterie-Kohorte (Cohors milliaria peditata) oder einen gemischten Verband aus Infanterie und Kavallerie (Cohors milliaria equitata) handelt, lag die Sollstärke der Einheit entweder bei 800 oder 1040 Mann. In den Militärdiplomen und Inschriften wird statt milliaria das Zeichen {\displaystyle \infty } verwendet.

- equitata: teilberitten. Die Einheit war ein gemischter Verband aus Infanterie und Kavallerie. Der Zusatz kommt in der Inschrift (AE 1987, 848) vor.

Die Einheit war eine Cohors milliaria equitata. Die Sollstärke der Einheit lag daher bei 1040 Mann, bestehend aus 10 Centurien Infanterie mit jeweils 80 Mann sowie 8 Turmae Kavallerie mit jeweils 30 Reitern.

## Geschichte
Die Kohorte war in den Provinzen Germania inferior, Moesia superior, Dacia und Dacia Superior (in dieser Reihenfolge) stationiert. Sie ist auf Militärdiplomen für die Jahre 98 bis 179 n. Chr. aufgeführt.
Der erste Nachweis der Einheit in der Provinz Germania inferior beruht auf einem Diplom, das auf das Jahr 98 datiert ist. In dem Diplom wird die Kohorte als Teil der Truppen (siehe Römische Streitkräfte in Germania) aufgeführt, die in der Provinz stationiert waren. Die Kohorte war aber mit ziemlicher Sicherheit schon um 89 dort stationiert, da der Ehrentitel dem Heer in Germania inferior als ganzes (exercitus pius fidelis) verliehen wurde.
Die Einheit wurde danach von Trajan im Zusammenhang mit der Vorbereitung zu den Dakerkriegen nach Moesia Superior verlegt. Zwei Militärdiplome, die auf 100 datiert sind, belegen die als Teil der Truppen (siehe Römische Streitkräfte in Moesia) aufgeführt, die in der Provinz stationiert waren.
Zu einem unbestimmten Zeitpunkt wurde die Einheit in die neue Provinz Dacia verlegt, wo sie erstmals durch ein Diplom nachgewiesen ist, das auf 109 datiert ist. In dem Diplom wird die Kohorte als Teil der Truppen (siehe Römische Streitkräfte in Dacia) aufgeführt, die in der Provinz stationiert waren. Weitere Diplome, die auf 110 bis 179 datiert sind, belegen die Einheit in Dacia (bzw. ab 136/138 in der Provinz Dacia Superior).
Der letzte Nachweis der Kohorte beruht auf der Inschrift (AE 1977, 697), die auf 211/212 datiert ist.

## Standorte
Standorte der Kohorte in Dacia waren:
- Tibiscum: Die Einheit war während der Regierungszeit von Septimius Severus und Caracalla in Tibiscum stationiert.
- Vărădia: Aufgrund der Bronzeplakette, die in Vărădia gefunden wurde und die Teil der Ausrüstung des Iulius Martialis war, wird vermutet, dass die Kohorte in Vărădia stationiert war.

Die Kohorte war wohl nicht in der Provinz Pannonia stationiert. Die beiden dort gefundenen Grabinschriften wurden für Soldaten errichtet, die auf der Durchreise verstorben waren.

## Angehörige der Kohorte
Folgende Angehörige der Kohorte sind bekannt.

### Kommandeure
| - Lucius Versinius Aper: er wird auf dem Diplom von 157 als Kommandeur der Kohorte genannt. - Septi[mius] Diomedes, ein Tribun (um 200 bis 202) (AE 1987, 848) | - Sex. Pulfennius Salutaris M. Luccius Valerius Severus, ein Tribun (CIL 10, 4873); er war auch Präfekt der Cohors IV Gallorum und der Ala I Pannoniorum. |

### Sonstige
| - Ael(ius) Theim[es], ein Veteran und ehemaliger Centurio (CIL 3, 12587) - Aur(elius) Candidianus, ein Actuarius - Aurel(ius) Laecanius Paulinus, ein Veteran und ehemaliger Custos armorum (AE 1977, 697) - Barsimsus, ein Fußsoldat: das Diplom (CIL 16, 107) wurde für ihn ausgestellt. | - Cassius Gesatus, ein Soldat (CIL 13, 8320) - Clemens, ein Centurio (AE 1935, 109) - Iulius Martialis (AE 1935, 109) - Surius, ein Soldat (AE 1935, 103) |